# 159 (число)
159 (Сто п'ятдеся́т де́в'ять) — натуральне число між  158 та  160.

## У математиці
- 159 — є  непарним тризначним числом.
- Сума трьох  простих чисел поспіль {\displaystyle (47+53+59=159).}
- Сума цифр цього числа — 15
- Добуток цифр цього числа — 45
- Квадрат числа 159 — 25 281

## У хімії
Число ізомерів  Ундекану

## В інших галузях
- 159 рік.
- 159 до н. е.
- NGC 159 — галактика в сузір'ї Фенікс.